# チェチェン共和国内務省附属官庁外警備局民警連隊
チェチェン共和国内務省附属官庁外警備局民警連隊（ロシア語: полк милиции Управления вневедомственной охраны при МВД ЧР）は、チェチェン共和国内務省の警備部隊。官庁外警備とは、ロシア内務省独特の制度で、国家機関以外の組織から施設警備を請け負う業務であり、しばしば、汚職の源泉ともなっている。
同連隊は、2003年秋、ラムザン・カディロフの私兵から編成された。連隊長は、ラムザン・カディロフの従兄弟のアダム・デリムハノフ（ちなみに、アダムの弟、アリベクはセーヴェル大隊長）。連隊本部は、グロズヌイ市に位置し、グデルメス市、ツェンタロイ（ホシ・ユルト）居住区に分屯地を有している。連隊は、小火器と装甲車両を装備する。
連隊の任務は、チェチェン共和国内の採油、精油施設、石油パイプラインの警備である。連隊の財政は、ロスネフチの子会社であるグロズネフチェガス社が支払っている。